# پرچم کومور
پرچم کومور (قمر) (به‌طور رسمی فرانسوی: Union des Comores عربی: الاتّحاد القمریّ) در سال ۲۳ دسامبر ۲۰۰۱ طراحی و ۷ ژانویه ۲۰۰۲ تصویب شد. طرح این پرچم شامل یک هلال ماه و چهار ستاره است.
همچنان هلال و چهار ستاره نمایش داده می‌شود که نقشی است که از سال ۱۹۷۵ در جریان استقلال به اشکال مختلف مورد استفاده قرار گرفته است.دولت کومور، در قانون اساسی خود، به این نشان‌ها به عنوان l'emblème National («نشان ملی») اشاره می‌کند، هرچند که در واقع نشان‌دهنده یک پرچم است.

## رنگ‌ها
رنگ‌ها در قانون اساسی به سادگی زرد، سفید، قرمز، آبی و سبز تعریف شده‌اند. هیچ‌کجا دولت هیچ‌شناسهٔ رنگ خاصی را ثبت نکرده است.
به دلیل عدم وجود استاندارد رسمی، رنگ‌های مورد استفاده در المپیک ۲۰۱۲ را در جدول زیر نشان داده‌ایم:
| سامانه  | سبز      | زرد       | سفید        | سرخ       | آبی      |
| ------- | -------- | --------- | ----------- | --------- | -------- |
| Pantone | ۳۵۵      | ۱۰۹       | Safe        | ۳۲        | ۲۹۳      |
| RGB     | ۰-۱۵۰-۵۷ | ۲۵۵-۲۰۹-۰ | ۲۵۵–۲۵۵–۲۵۵ | ۲۳۹-۵۱-۶۴ | ۰-۶۱-۱۶۵ |
| HTML    | ۰۰۹۶۳۹   | FFD100    | FFFFFF      | EF3340    | 003DA5   |

## طراحی
طراحی این پرچم شامل یک هلال ماه سفید و چهار نماد ستاره سفید است که درون یک مثلث سبز قرار دارند. این پرچم چهار نوار دارد که بیانگر چهار جزیره این کشور است: زرد برای موهلی، سفید برای مایوت (که در قلمروهای فرادریایی فرانسه است ولی کومور بر آن ادعای حاکمیتی دارد)، قرمز انجوان و آبی برای گراند کومور. هلال و ستاره آن به عنوان نمادی بر مسلمان بودن اکثر مردم این کشور است.
نقاط ستارگان معمولاً به سمت بالا هستند، همان‌طور که در مدل ارائه شده در هنگام تصویب پرچم منعکس شده است، اگرچه اسناد قانونی مربوط به پرچم جهت پرچم را مشخص نمی‌کنند و گونه‌ای وجود دارد که در آن ستاره‌ها به سمت بیرون و نه بالا اشاره می‌کنند.

## تاریخچه
اولین پرچم رسمی کومور در سال ۱۹۶۳ میلادی توسط سوزان گوتیه برای استفاده محلی طراحی و پذیرفته شد. یک هلال سفید در کناره بالابر و در قسمت پرواز قرار دارد و چهار ستاره درون این هلال به صورت مورب قرار داشتند. پرچم از نسبت ۵:۷ با پس‌زمینه سبز استفاده می‌کرد. این طرح پس از استقلال در سال ۱۹۷۵ همچنان مورد استفاده قرار می‌گرفت.
در سال ۱۹۷۵ پرچم توسط علی صویلح تغییراتی کرد. هلال جابجا شد و ستارگان دوباره به صورت الماس (خشت) درآمدند. دو سوم پرچم قرمز شد که نماد رژیم سوسیالیسم بود. این پرچم با طرح پرچم بلاروس در زمان دوران شوروی مشترک بود.
هنگامی که احمد عبدالله عبدالرحمن در سال ۱۹۷۸ میلادی به قدرت بازگشت، بار دیگر پرچم اصلاح شد. هلال به مرکز پرچم جابجا شد و ستارگان خطی درون قوس هلالی آن جای گرفتند و پس‌زمینه یکدست سبز شد. اطلاعات مربوط به نسبت‌های این پرچم نسبت ۱:۲، ۲:۳ یا ۳:۵ را نشان می‌دهند.
با تصویب قانون اساسی جدید در سال ۱۹۹۲، پرچم دوباره تغییر کرد؛ هلال این بار چرخید و ستارگان به سمت بالا و نه پایین و راست بودند.
قانون اساسی دیگری در سال ۱۹۹۶ تصویب شد و دوباره پرچم را تغییر داد و پرچم را به سمت بالا چرخاند و یک متن سفید به دو گوشهٔ بالابر پایینی و پرواز بالا اضافه کرد. نوشته‌ها به خط عربی و به ترتیب اسامی اسلامی «محمد» و «الله» بودند. نسبت این پرچم ۷:۵ (۱٫۴:۱) گزارش شده است. این پرچم با رفراندوم در سال ۲۰۰۱ برچیده شد و به پرچم کنونی تغییر یافت.
از سال ۱۹۹۶ تا ۲۰۰۱، انواع پرچم‌های ملی کومور که عمدتاً توسط پرچم‌سازان آنین عرضه می‌شد، حاوی نام‌های «محمد» و «الله» بود که متن عربی آن به اشتباه، با حروف جدا-جدا نوشته شده بودند. پرچم مشابهی با این طرح در سال ۲۰۰۰ در خارج از مقر سازمان ملل به اهتزاز درآمد که توجه سفیر کومور را به خود جلب کرد و در نتیجه او پرچم به اهتزاز درآورده شده را نامناسب تشخیص داد.

## نگارخانه